# Molophilus (Molophilus) parvati
Molophilus (Molophilus) parvati is een tweevleugelige uit de familie steltmuggen (Limoniidae). De soort komt voor in het Oriëntaals gebied.